# تشريعات فلسطين
تشريعات فلسطين مجموعة التشريعات السارية في المناطق والأراضي الفلسطينية هي الصادرة في ظل الانتداب البريطاني على فلسطين والتشريعات الصادرة من المملكة الهاشمية وتشريعات صدرت لاحقا في ظل السلطة الفلسطينية.
ومنذ انطلاق مسيرة السلطة الفلسطينية برئاسة القائد الراحل/ياسر عرفات (أبوعمار) أصدرت السلطة مجموعة من التشريعات كان الهدف منها استكمال النقص التشريعي في المناطق الفلسطينية وتنوعت التشريعات من تشريعات مستحدثة لا سابق لها كقانون التحكيم الفلسطيني ومنها تشريعات معدلة لتشريعات قديمة أو تشريعات لاحقة تلغي تشريعات سابقة.
وقد لاحظنا أن التشريعات في مجملها تواكب مستجدات العصر والمجتمع الفلسطيني.في رغبة حثيثة على تكوين قاعدة تشريعية لإدارة الكيان الفلسطيني ودعما لوجود السلطة التي تمهد لقيام الدولة الفلسطينية على اراضيها وحقوق الشعب الفلسطيني المشروعة في الوجود.

## وصلات خارجية
- فلسطين من جوريسبيديا (القانون المشارك)